# John Philip Kemble

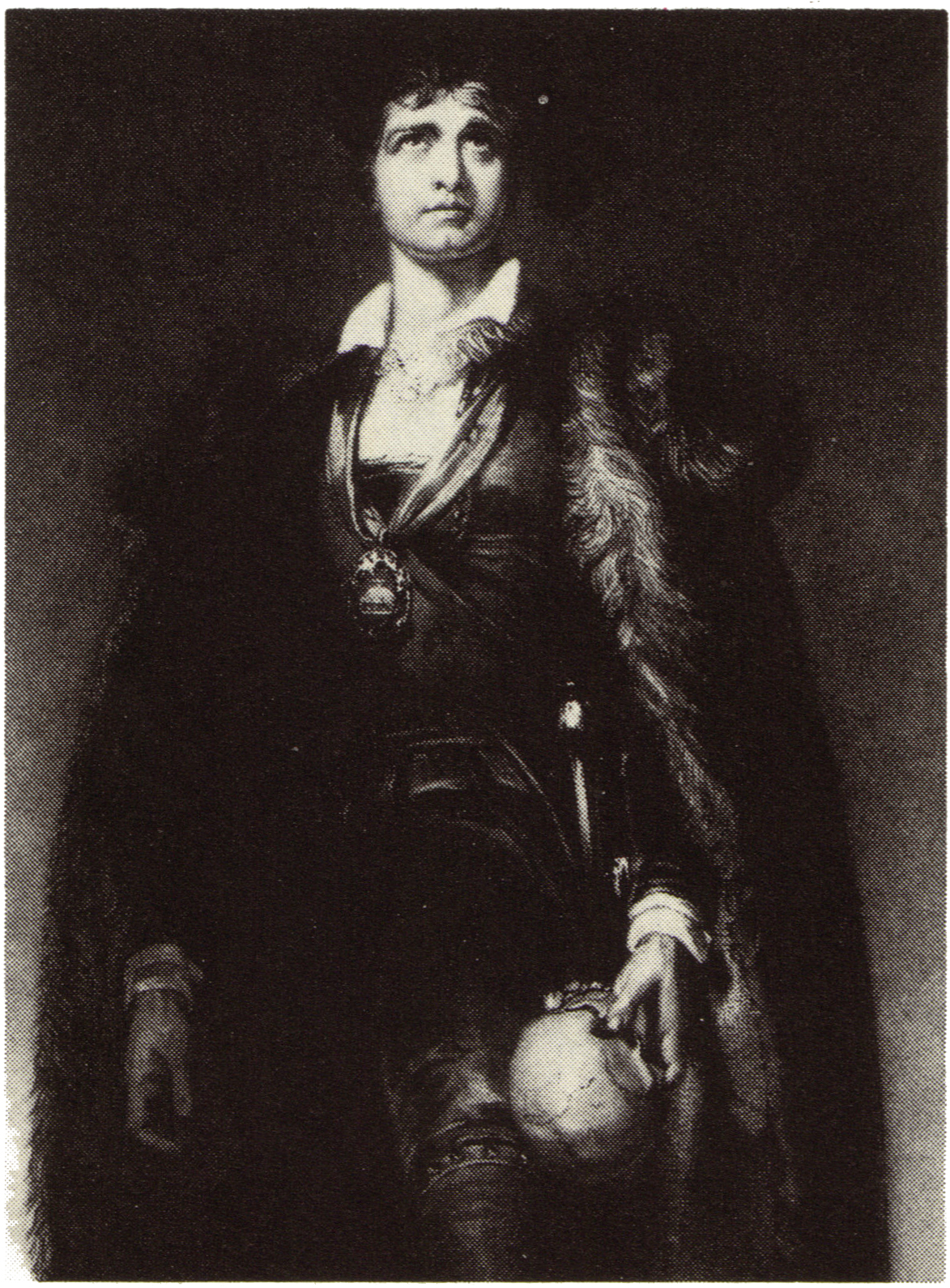
John Philip Kemble

John Philip Kemble (* 1. Februar 1757 in Preston, Lancashire; † 26. Februar 1823 in Lausanne) war ein englischer Schauspieler.

## Leben
John Philip Kemble, Sohn des Schauspielers Roger Kemble († 1802), und Bruder von Charles und Stephen Kemble, betrat 1776 die Bühne in Wolverhampton und spielte dann mit immer steigendem Ruf in Manchester, Liverpool, York, Dublin und andern Städten; seit 1783 am Drurylane-Theater in London, dessen Leitung er in der Folge übernahm und bis 1801 führte.
Nachdem er 1802 und 1803 Kunstreisen nach Frankreich und Spanien unternommen, erwarb er sich einen Anteil am Coventgarden-Theater, zog sich 1812 zurück, betrat aber schon 1814 die Bühne wieder, wo er mit dem lautesten Enthusiasmus begrüßt wurde.
Er stand jetzt auf dem Gipfel seiner Popularität und war als der erste Schauspieler Englands anerkannt. Gesundheitsrücksichten bewogen ihn jedoch, sich 1817 abermals zurückzuziehen.
Das Feld, auf welchem Kemble glänzte, war die Tragödie. Er war von imponierender Gestalt und einnehmendem Äußern. Seine Stimme war deutlich und ausdrucksvoll, seine Darstellung groß und tief, das Resultat mühevollen Studiums. Alle Mittel, das Publikum hinzureißen, standen ihm zu Gebote. Er schrieb auch einige dramatische Stücke. Seine Statue von John Flaxman wurde 1833 in der Westminster Abbey aufgestellt.

## Rollen (Auswahl)
- Hamlet – Macbeth (William Shakespeare)
- Johann – König Johann (William Shakespeare)
- Brutus – Julius Cäsar (William Shakespeare)
- Coriolanus – Coriolanus (William Shakespeare)